# Józefów (gmina Nowe Miasto nad Pilicą)
Józefów – kolonia w Polsce położona w województwie mazowieckim, w powiecie grójeckim, w gminie Nowe Miasto nad Pilicą.
W latach 1975–1998 miejscowość należała administracyjnie do województwa radomskiego.
Przez wieś przebiega droga wojewódzka nr 707